# Cerro del Obispado
El Cerro del Obispado es una loma y un área natural protegida estatal en la ciudad de Monterrey, estado de Nuevo León, México. Anteriormente era llamada “Loma de la Chepe Vera” porque a sus alrededores se encontraban las tierras de José Vera, y toma actualmente este nombre debido a que Fray Rafael José Verger, el segundo obispo de la Diócesis de Linares, solicitó al Ayuntamiento en el año de 1787 que se le diera en merced dicha loma para construir en ella una casa de reposo y oración conocida en ese entonces como Palacio de Nuestra Señora de Guadalupe y posteriormente como El Obispado. Más tarde, este edificio se convierte en una reliquia arquitectónica de la época colonial.

## Historia
Durante la batalla de Monterrey se establecieron en esta loma 260 hombres y 3 cañones al mando del coronel Francisco Berra, que abrirían fuego por órdenes del General Pedro Ampudia si el invasor intentaba entrar por el poniente de la ciudad.
El 20 de septiembre las tropas del General William J. Worth avanzaron desde San Jerónimo al camino de Saltillo con el fin de cortar la retirada al Ejército Mexicano, pero fueron cañoneadas por las tropas que resguardaban el Cerro del Obispado y la caballería.
Durante la mañana del 21 de septiembre cayó el Fortín de la Federación a manos del Gral. Worth, convirtiendo al obispado en blanco del fuego enemigo, mientras que por el lado norte, el 22 de septiembre, las fuerzas extranjeras al mando del teniente coronel Thomas Childs habían logrado ascender al punto más elevado atacando por sorpresa a los escasos 60 hombres que defendían la posición. Desde ahí los estadounidenses hicieron fuego sobre el edificio y la carga de tres columnas enemigas hizo que a las cuatro de la tarde cayera heroicamente el Obispado al no contar con apoyo de la plaza. Las barras y las estrellas fueron izadas sobre el asta bandera del Obispado, y ondearon sobre Monterrey hasta después del 25 de mayo de 1848, día en que se acordó la paz entre las dos naciones y el fin a la invasión estadounidense.

## Actualidad
En la cima del cerro se ha desarrollado un centro cívico, el Mirador Asta Bandera, con una bandera monumental desde donde se tienen panorámicas inolvidables de la ciudad y las montañas circundantes. También en esta loma se localiza el Obispado, que actualmente es sede del Museo Regional de Nuevo León.
Durante un tiempo, en el lugar que ocupa ahora el asta bandera, se localizaba la antena repetidora del canal 8 de televisión (después canal 7 de TV Azteca) y posteriormente fue la base de transmisiones de la estación radiofónica Stereo 7 (XHMN-FM 107.7).

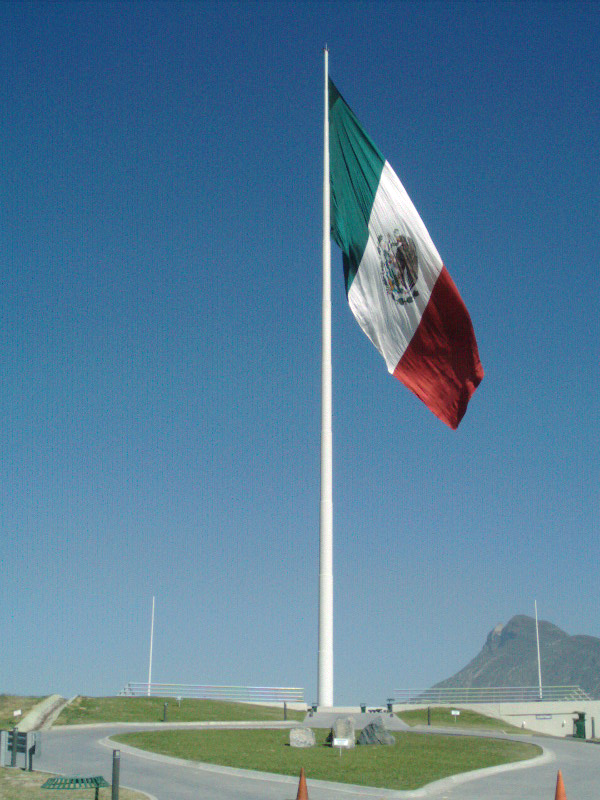
Asta en el Cerro del Obispado
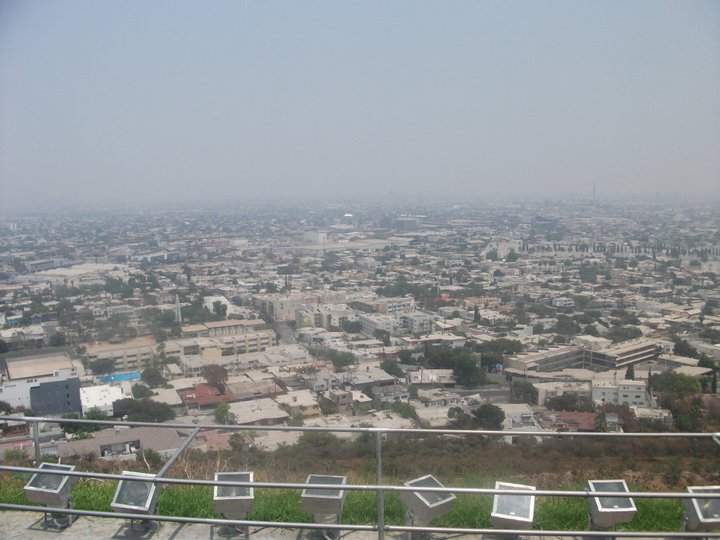
Vista hacia el norte desde el Mirador Asta Bandera
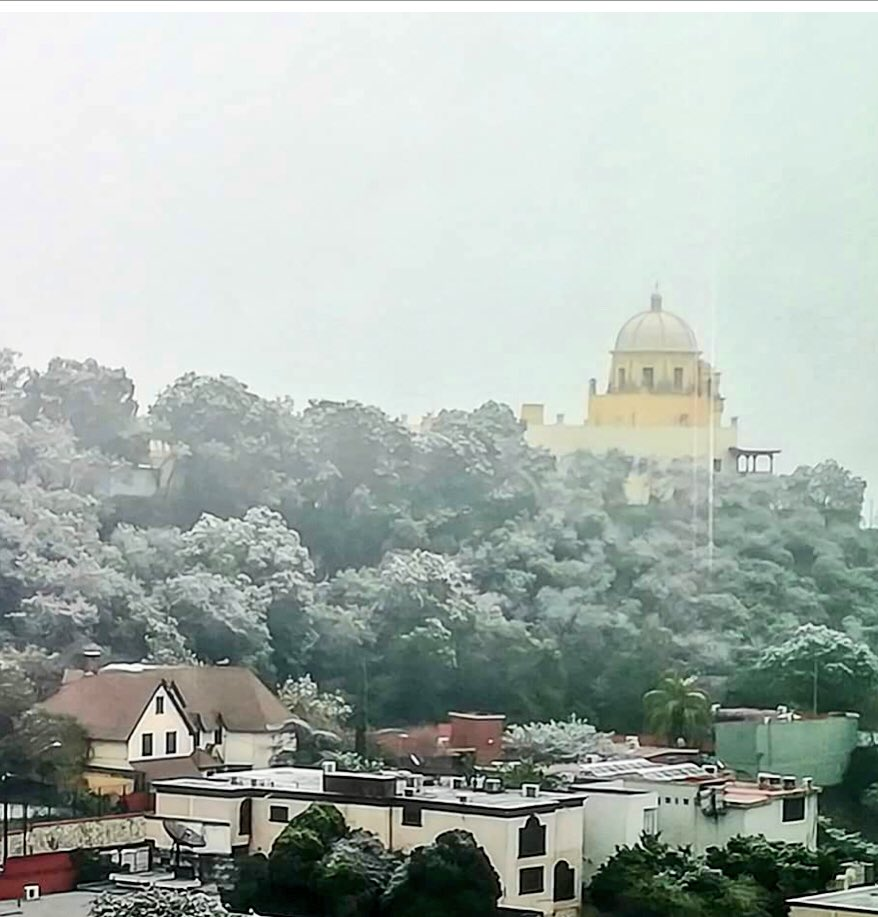
Museo del Obispado Nevado

- Datos: Q383640